# Allan Bell
Allan Robert Bell, né le 20 juin 1947, MHK, est un homme politique britannique. Il est ministre en chef du gouvernement de l’île de Man de 2011 à 2016.
Avant d'occuper ce poste, il est aussi ministre de l'Intérieur, ministre du Tourisme et des Loisirs et ministre du Commerce et de l'Industrie.

## Biographie

### Premières fonctions politiques
Allan Bell devient ministre du Trésor de l'île de Man en décembre 2001 et le reste jusqu'en avril 2010. Avant cette période, il occupe d'autres postes dans l'administration mannoise, comme ministre des Affaires intérieures, ministre du Tourisme et des Loisirs et ministre du Commerce et de l'Industrie.

### Ministre en chef de l'île de Man
Allan Bell est élu ministre en chef de l'île de Man par le Tynwald le 11 octobre 2011 pour une durée de cinq années, puis est officiellement nommé à son poste par le lieutenant-gouverneur de l'île de Man Adam Wood. Au moment de sa nomination, il détient le record de longévité en temps de membre de la House of Keys, poste qu'il occupait depuis 1984 en tant que représentant de la paroisse de Ramsey.
Trois jours plus tard, il nomme son Conseil des ministres, constitué de neuf ministères (appelés « départements »), appelé lui aussi à diriger les affaires de l'île pour les cinq années suivantes et nomme Juan Watterson (MHK de Rushen) à la tête de ce Conseil.
En janvier 2012, Bell annonce que la crise financière qui touche la planète contraint le gouvernement de l'île de Man à envisager l'adoption de mesures impopulaires visant à équilibrer le budget sur quatre années. « Les priorités du gouvernement, dit-il, sont de rééquilibrer les finances publiques et de permettre une croissance économique prochaine, tout en protégeant les plus faibles. » Il envisage notamment l'économie de 30 M£ de salaires dans l'administration gouvernementale mannoise, soit 10 % de son total.
En octobre 2015, en annonçant que l'île de Man devait continuer à combattre toute forme de discrimination et autoriser en 2016 le mariage homosexuel, il déclare ouvertement sa propre homosexualité.